# Обернене відношення
Властивості бінарних відношень:
{\displaystyle \forall a,b,c\;\in {X}:}
рефлексивність {\displaystyle (aRa)\!}

антирефлексивність {\displaystyle \lnot (aRa)\!}

симетричність {\displaystyle aRb\Rightarrow bRa\!}

асиметричність {\displaystyle aRb\;\Rightarrow \lnot (bRa)}

антисиметричність {\displaystyle aRb\wedge bRa\Rightarrow a=b}

транзитивність {\displaystyle aRb\wedge bRc\Rightarrow aRc}

антитранзитивність {\displaystyle aRb\wedge bRc\Rightarrow \lnot (aRc)}

повнота {\displaystyle aRb\vee bRa\!}
Обернене відношення — в математиці це бінарне відношення, взяте в зворотному порядку по відношенню до даного.

## Визначення
Нехай на множині {\displaystyle X} задано бінарне відношення {\displaystyle R.} Тоді його зворотним називається відношення {\displaystyle R^{-1},} побудоване таким чином:
{\displaystyle \forall x,y\in X\quad {\bigl (}xR^{-1}y{\bigr )}\Leftrightarrow {\bigl (}yRx{\bigr )}.}

## Властивості
- Відношення рівне своєму оберненому є симетричним.
- Якщо відношення {\displaystyle R} має такі властивості: рефлексивність, антирефлексивність, симетричність, антисиметричність і транзитивність, то й обернене відношення {\displaystyle R^{-1}} має такі ж властивості.
- Якщо відношення {\displaystyle R} ін'єктивне, сюр'єктивне або функціональне, то {\displaystyle R^{-1},} не обов'язково буде таким же.

## Приклади
- Для відношення "бути батьком", оберненим є "бути сином". Для відношення "бути предком" є зворотнім відношення "бути нащадком"
- На множині дійсних чисел оберненим до відношення < (менше) є відношення > (більше).